# 大沢 (横手市)
大沢（おおさわ）および山内大沢（さんないおおさわ）は、秋田県横手市の大字。旧平鹿郡山内村大字大沢、旧平鹿郡大沢村に相当する。元は平鹿郡山内村に属する同一の大字、それ以前は平鹿郡に属する同一の村であったが、1959年11月1日に山内村大字大沢の一部が横手市〈旧〉に編入されたため、2つの大字に分裂。その後、2005年10月1日に両市村を含む市町村合併が行われ、両大字とも横手市に属し、旧山内村大字大沢は山内大沢となった。本項では便宜上、同一の記事で解説する。

## 地理
横手市の中央東部、横手地域と山内地域の境界部に位置する。地域の大部分は奥羽山脈の丘陵地で占められており、中央部を横手川が大きく蛇行しながら北西方向へ流れている。横手川沿いではブドウ（大沢葡萄）の栽培が盛んで、県内有数の産地として知られている。また、周辺の丘陵地ではリンゴの栽培も行われている。さらに、横手川と沼山川が合流する北西端の湿地帯では稲作が行われている。交通面では、横手川沿いをJR北上線および国道107号（平和街道）が並行して通っており、地域の南端部には秋田自動車道も通過している。大沢には回立・羽根山・大沢、山内大沢には上長瀞・下長瀞の各集落が形成されている。梵天行事で知られる旭岡山神社が鎮座している。
全域が都市計画区域に含まれるが、区域区分非設定区域となっている。都市計画法上の用途地域には指定されていない。
- 河川：横手川、沼山川

### 小字
2024年（令和6年）10月5日時点での「横手市（秋田地方法務局大曲支局）登記所備付地図データ」、デジタル庁公表の「アドレス・ベース・レジストリ」の「秋田県 横手市 町字マスター（フルセット） データセット」、横手市公表のオープンデータによれば、大沢および山内大沢の小字は以下の通りである。
| 町・字   | 町・字       | 出典 | 出典         | 出典       |
| 大字     | 小字         | 登記 | 町字マスター | 行政区一覧 |
| -------- | ------------ | ---- | ------------ | ---------- |
| 大沢     | 字赤平       | ○    | ○            | ×          |
| 大沢     | 字羽根山     | ○    | ○            | ○          |
| 大沢     | 字羽根山道上 | ○    | ○            | ×          |
| 大沢     | 字下庭当田   | ○    | ○            | ○          |
| 大沢     | 字下片倉     | ○    | ○            | ○          |
| 大沢     | 字回立       | ○    | ○            | ○          |
| 大沢     | 字回立山     | ○    | ○            | ○          |
| 大沢     | 字金抜平     | ○    | ○            | ×          |
| 大沢     | 字桑木沢     | ○    | ○            | ○          |
| 大沢     | 字高寺       | ○    | ○            | ○          |
| 大沢     | 字山下       | ○    | ○            | ○          |
| 大沢     | 字志ノ葉沢   | ○    | ○            | ×          |
| 大沢     | 字七曲       | ○    | ○            | ×          |
| 大沢     | 字沼山       | ○    | ○            | ○          |
| 大沢     | 字沼山下漆原 | ○    | ○            | ○          |
| 大沢     | 字沼山山神沢 | ○    | ○            | ○          |
| 大沢     | 字沼山山端   | ○    | ○            | ○          |
| 大沢     | 字沼山上漆原 | ○    | ○            | ○          |
| 大沢     | 字沼山中漆原 | ○    | ○            | ○          |
| 大沢     | 字沼山道端   | ○    | ○            | ○          |
| 大沢     | 字沼山入口   | ○    | ○            | ○          |
| 大沢     | 字沼台       | ○    | ○            | ×          |
| 大沢     | 字沼台上段   | ○    | ○            | ×          |
| 大沢     | 字上庭当田   | ○    | ○            | ×          |
| 大沢     | 字上片倉     | ○    | ○            | ○          |
| 大沢     | 字尻高       | ○    | ○            | ○          |
| 大沢     | 字真木       | ○    | ○            | ○          |
| 大沢     | 字西野       | ○    | ○            | ○          |
| 大沢     | 字前田       | ○    | ○            | ○          |
| 大沢     | 字大沢       | ○    | ○            | ○          |
| 大沢     | 字炭釜       | ○    | ○            | ○          |
| 大沢     | 字男鹿野     | ○    | ○            | ○          |
| 大沢     | 字中大沢     | ○    | ○            | ○          |
| 大沢     | 字内山       | ○    | ○            | ○          |
| 大沢     | 字内山出口   | ○    | ○            | ○          |
| 大沢     | 字尼池       | ○    | ○            | ○          |
| 大沢     | 字附子沢     | ○    | ○            | ○          |
| 大沢     | 字冷水       | ○    | ○            | ○          |
| 大沢     | 字嶽鼻       | ○    | ○            | ○          |
| 大沢     | 字芦谷地     | ○    | ○            | ○          |
| 山内大沢 | 字矢櫃       | ○    | ○            | ○          |
| 山内大沢 | 字上長瀞     | ○    | ○            | ○          |
| 山内大沢 | 字下長瀞     | ○    | ○            | ○          |

## 歴史
正保4年（1647年）の『出羽国知行高目録 下』には、高196石余（田方137石余、畠方59石余）、国絵図には大沢として村名が見られる。享保15年（1730年）の『六郡郡邑記』によると、大沢村（家数30軒）のほか、支郷に延宝8年（1680年）に菅生庄之助が注進開によって開発した庭当田村（家数5軒）、天和3年（1683年）に同じく注進開で開発した沼山村（家数5軒）、廻立村（同15軒）、羽根山村（同13軒）があった。菅江真澄の『雪の出羽路 平鹿郡』では、その後新たに長泥（長瀞）村、矢櫃村の2支郷が加えられている。羽根山村は横手川河谷の平地出口左岸に位置し、多数の石器や土器が発掘されている。また、雪の出羽路によると、この地には羽根山長者伝説（金山長者とも）が伝えられており、それにちなんだ長者清水、姫が墓、布曝（ぬのざらし）といった地名が見られる。
郡邑記には、かつては岩瀬御前の化粧田だったこと、正保4年に旭岡山神社社領として5石を神主鈴木越前守に与え、神祭を行わせていたと記載されている。岩瀬御前は佐竹義宣の側室で、離縁後は大沢村に200石をもらい横手で生涯を送ったが、大沢に居住していたかはわからない。『梅津政景日記』には元和6年（1620年）閏極月七日条に城代須田美濃からの要請で医者1人を派遣した記事がある。

### 年表
- 1871年（明治4年）8月 - 秋田県第7大区小3区に属する[17]。
- 1873年（明治6年）2月 - 秋田県第6大区小2区に属する[18]。
- 1883年（明治16年）7月18日 - 大沢小学校の前身となる土渕小学校大沢分校が開校[19][20]。
- 1889年（明治22年）4月 - 町村制施行に伴い、三ツ又村・南郷村・筏村・黒沢村・小松川村・大松川村・平野沢村・土淵村・大沢村（山内9ヶ村）が合併し、山内村が成立[18]。大沢村は山内村大字大沢となる[5]。
- 1955年（昭和30年）6月25日 - 豪雨により、木造の本郷橋が流失[21]。
- 1958年（昭和33年）12月 - 本郷橋が完成[21]。
- 1959年（昭和34年）11月1日 - 山内村のうち、大字大沢（長瀞を除く）が横手市へ編入[22][23]。
- 1968年（昭和43年）12月 - 国道107号大沢バイパスが開通[24]。
- 1969年（昭和44年）3月19日 - 大沢小学校が、横手南小学校へ編入[25]。
- 1973年（昭和48年）5月1日 - 横手市大沢児童館が、大沢字大沢34番地に開館[26]。
- 1976年（昭和51年）3月25日 - 大沢大橋（別称：嶽花橋）が完成[27]。
- 2004年（平成16年）4月1日 - 秋田県立横手清陵学院中学校・高等学校が、字前田に開校[28]。
- 2005年（平成17年）10月1日 - 横手市、平鹿郡増田町、同郡平鹿町、同郡雄物川町、同郡大森町、同郡十文字町、同郡山内村、同郡大雄村が合併し、〈新〉横手市が成立[29]。山内村大字大沢は、横手市山内大沢となる[30]。
- 2022年（令和4年）3月12日 - 北上線の矢美津駅が廃止[31]。

## 世帯数と人口
2020年（令和2年）10月1日現在の世帯数と人口は以下の通りである。
| 大字     | 小字     | 世帯数  | 人口  |
| -------- | -------- | ------- | ----- |
| 大沢     | 字下片倉 | 4世帯   | 10人  |
| 大沢     | 字前田   | 83世帯  | 213人 |
| 大沢     | 字羽根山 | 20世帯  | 73人  |
| 大沢     | 字回立   | 21世帯  | 65人  |
| 山内大沢 | 字下長瀞 | 40世帯  | 113人 |
| 計       | 計       | 168世帯 | 474人 |

### 人口・世帯数の推移
以下は国勢調査による1995年（平成7年）以降の人口の推移。
| 年                 | 人口 |
| ------------------ | ---- |
| 1995年（平成7年）  | 462  |
| 2000年（平成12年） | 469  |
| 2005年（平成17年） | 424  |
| 2010年（平成22年） | 419  |
| 2015年（平成27年） | 338  |
| 2020年（令和2年）  | 361  |

| 年                 | 人口 |
| ------------------ | ---- |
| 1995年（平成7年）  | 157  |
| 2000年（平成12年） | 162  |
| 2005年（平成17年） | 141  |
| 2010年（平成22年） | 135  |
| 2015年（平成27年） | 121  |
| 2020年（令和2年）  | 113  |

以下は国勢調査による1995年（平成7年）以降の世帯数の推移。
| 年                 | 世帯数 |
| ------------------ | ------ |
| 1995年（平成7年）  | 136    |
| 2000年（平成12年） | 136    |
| 2005年（平成17年） | 126    |
| 2010年（平成22年） | 136    |
| 2015年（平成27年） | 134    |
| 2020年（令和2年）  | 128    |

| 年                 | 世帯数 |
| ------------------ | ------ |
| 1995年（平成7年）  | 41     |
| 2000年（平成12年） | 42     |
| 2005年（平成17年） | 41     |
| 2010年（平成22年） | 40     |
| 2015年（平成27年） | 40     |
| 2020年（令和2年）  | 40     |

## 小・中学校の学区
市立小・中学校に通う場合、学区（校区）は以下の通りとなる。
| 大字           | 小学校               | 中学校               |
| -------------- | -------------------- | -------------------- |
| 大沢の全域     | 横手市立横手南小学校 | 横手市立横手南中学校 |
| 山内大沢の全域 | 横手市立山内小学校   | 横手市立横手南中学校 |

## 交通

### 鉄道
北上線が通っているが、駅はない。最寄り駅は■奥羽本線、■北上線の横手駅、もしくは■北上線の相野々駅。かつては矢美津駅があったが、2022年（令和4年）3月12日に廃止されている。

### 道路
- 国道107号
- 奥羽山麓大規模農道（みずほの里ロード）

## 施設
- 旭岡山神社（大沢字上庭当田123番地）[38]
祭神：天忍穂耳命・宇賀之御魂大神・伊邪那岐大神・伊邪那美大神・大山祇大神・水波能売大神・白山比売大神[38]
祭日：（例祭）5月17日、（梵天奉納祭）2月17日、（掛け唄奉納）8月9日
- 山ノ神神社（大沢字羽根山）[39]
祭神：大山祇神、祭日：4月17日[39]
詳細は不明[39]。
- 太平山神社（大沢字沼山）[39]
祭神：三吉大神、祭日：5月15日・9月15日[39]
- 高照山神社（十一面社）[39]
祭日：5月11日[39]
十一面観音を祀り、旭岡明寿院の末院、久林山大沢寺（ともに廃寺）がこの社のはじめと言い伝えられる[39]。小野寺景道が天文7年（1548年）に再興し、多くの参詣客で賑わったことが「十一面社御縁起」に記されている[39]。
- 貝弦山稲荷神社（大沢字山下）[39]
祭神：宇賀之御魂大神、祭日：初牛 旧暦6月1日[39]
- 大沢浄水場（大沢字下庭当田）
- 大沢第二浄水場（大沢字下庭当田）
第二浄水場は、老朽化が進んでいた「上内町浄水場」の代替施設として2014年に稼働開始した[40]。
- 秋田県立横手清陵学院中学校・高等学校（大沢字前田147番地1）

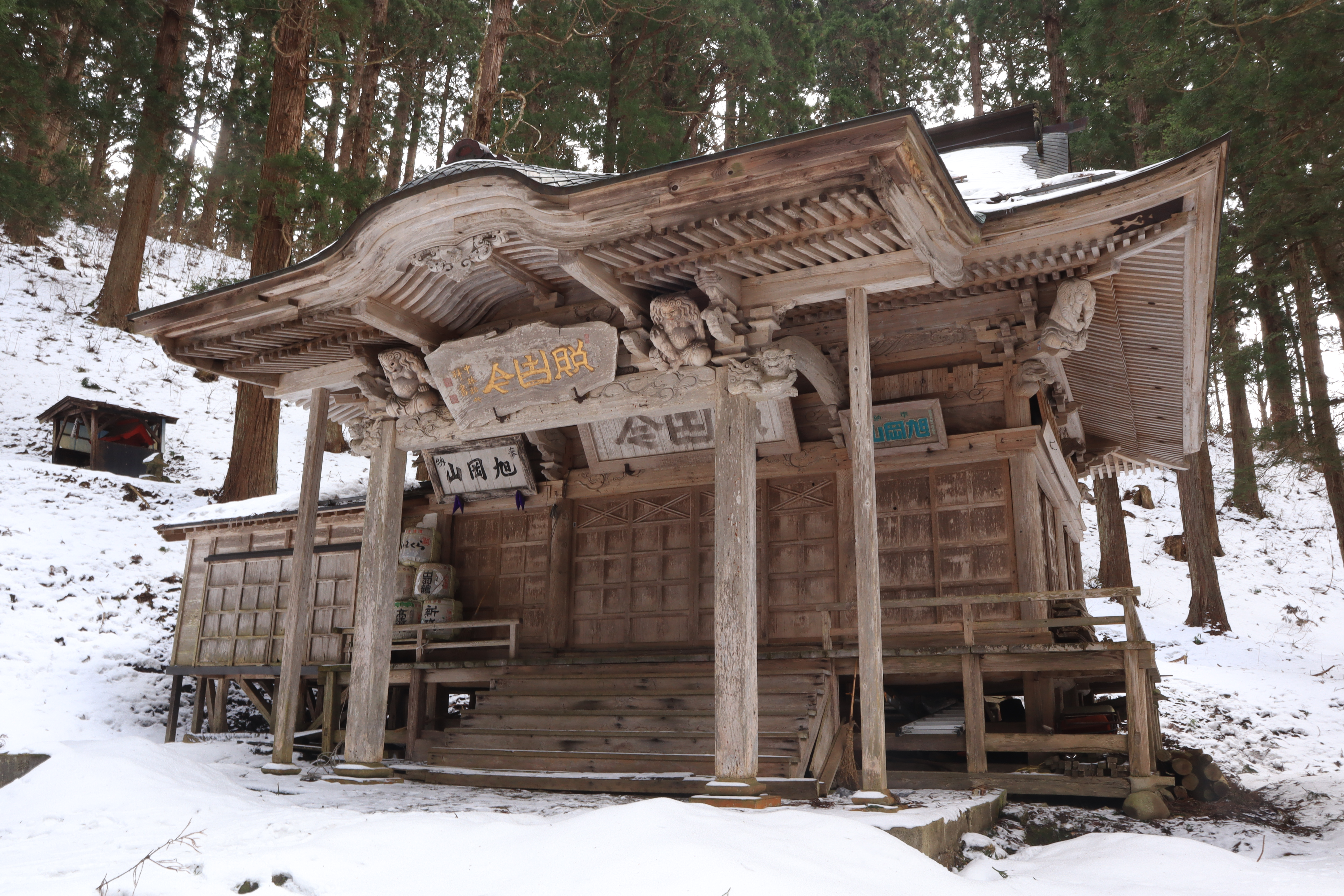
旭岡山神社
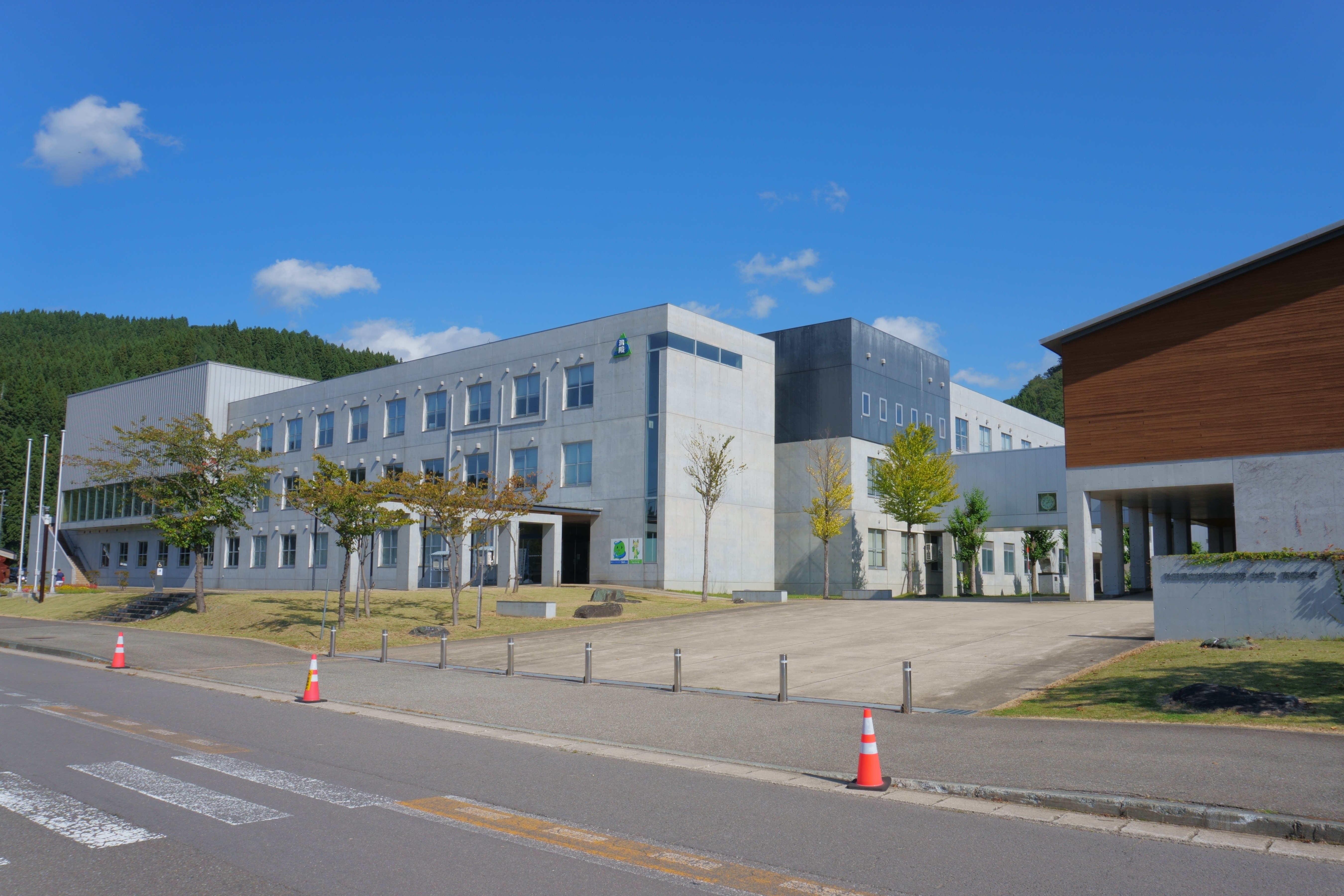
秋田県立横手清陵学院中学校・高等学校
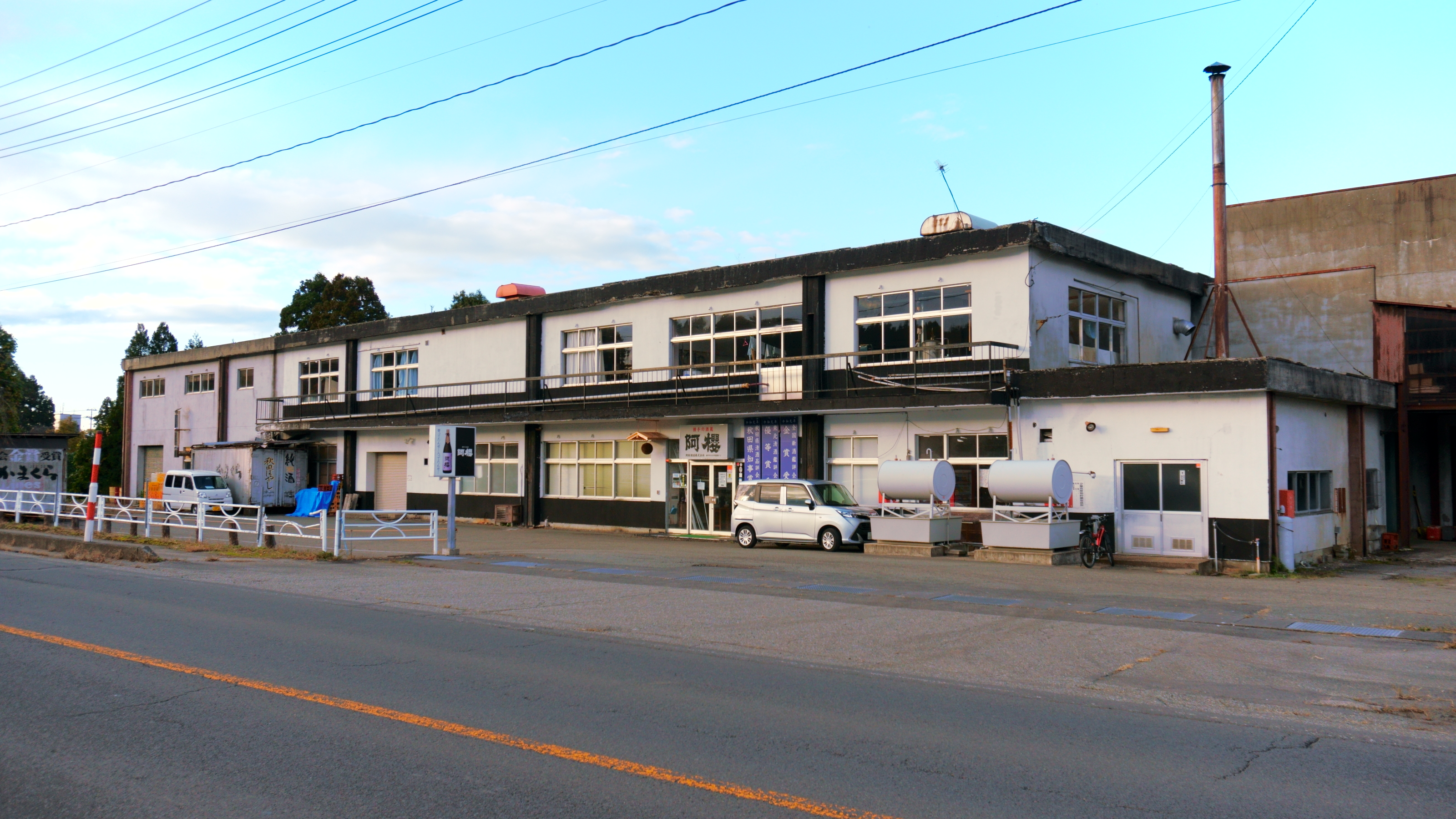
阿櫻酒造